# Вулканическое поле Оку

Геологические особенности вблизи Камерунской линии

Вулканическое поле Оку или массив Оку — группа вулканов на выступе Камерунской вулканической линии, расположенная в районе Оку на западном высокогорном плато Камеруна. Стратовулкан Оку имеет высоту 3011 м над уровнем моря.
Вулканическое поле Оку, диаметром почти 100 км, содержит четыре крупных стратовулкана: Оку, Бабанки (15 км к юго-западу от Оку), Ньоса и Нкамбе. Возраст пород в массиве составляет от 24,9 до 22,1 миллиона лет. Массив сложен риолитовыми и трахитовыми породами и содержит множество мааров и базальтовых шлаковых конусов.
Вулканическое поле Оку включает в себя два кратерных озера: озеро Ньос на севере и озеро Манун на юге. 15 августа 1984 года землетрясение и оползень вызвали лимонологическую катастрофу, крупный выброс углекислого газа из озера Манун (погибло несколько человек). Озеро Ньос находится внутри маара, образовавшегося в результате взрыва около 400 лет назад, его ширина 1800 м, глубина 208 м. Под дном озера находится низкотемпературный резервуар свободного углекислого газа, который просачивается в озеро через вулканическую трубу. 21 августа 1986 года на озере Ньос произошёл выброс углекислого газа, в результате чего погибло по меньшей мере 1700 человек в результате удушья. Выброс, возможно, был вызван пятибальным землетрясением в зоне сдвига Фумбан, которая проходит под массивом.